# Толстихин, Олег Владимирович
Олег Владимирович Толстихин (19 мая 1975, Красноярск, СССР) — российский футболист, игрок в мини-футбол; тренер. За сборную России по мини-футболу провёл 4 игры. Сыграл 513 матчей в чемпионатах страны.

## Биография
В августе 1994 года провёл два матча во второй лиге первенства России по футболу за «Металлург» Красноярск.
Первой профессиональной мини-футбольной командой в карьере Толстихина стала «Заря» из посёлка Емельяново Красноярского края. Когда «Заря» выбыла из Высшей лиги, он перешёл в челябинский «Строитель-7», позднее переименованный в «Челябинец». По итогам сезона 1997—1998 был признан лучшим вратарём чемпионата России. В 1998—2004 годах играл за югорский клуб «ТТГ-Ява», выигрывал с ним бронзу чемпионата и доходил до финала Кубка России. 2004—2010 года — игрок московского клуба ЦСКА. В сезонах 2010—2012 — вратарь Новой Генерации. 2012—2014 — клуб «Мытищи». 2014—2015 — «Ямал» Новый Уренгой.
Провёл 4 матча за сборную России. В составе студенческой сборной в 1998 году стал серебряным призёром чемпионата мира.
В 1995 году окончил Красноярский государственный технический университет.

## Достижения
- Серебряный призёр чемпионата мира среди студентов 1998 года

Личные:
- Лучший вратарь чемпионата России 1997/98